# Oyayubi-one
Oyayubi-one (Transkription von japanisch 親指尾根 ‚Daumenrücken‘; norwegisch Eyskenshuken ‚Eyskenshaken‘) ist ein Gebirgskamm im ostantarktischen Königin-Maud-Land. In der Sør Rondane ist er der nordöstlichste von fünf Gebirgskämmen, die sich von den Brattnipane wie die Finger einer Hand nordwärts erstrecken.
Japanische Wissenschaftler fertigten zwischen 1981 und 1982 sowie 1986 Luftaufnahmen an und nahmen 1984 sowie 1991 Vermessungen vor. Sie benannten ihn 1988.